# وو تشيان
وو تشيان هي عازفة بيانو صينية، ولدت في 26 يناير 1984.

## وصلات خارجية
- الموقع الرسمي
- وو تشيان على موقع ميوزك برينز (الإنجليزية)